# Protoplanetáris korong

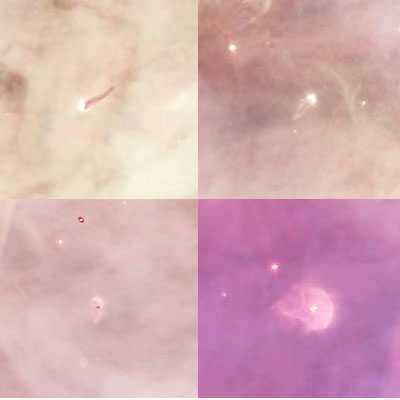
Protoplanetáris korongok az Orion-köd fiatal csillagai körül, a Hubble űrtávcső felvétele

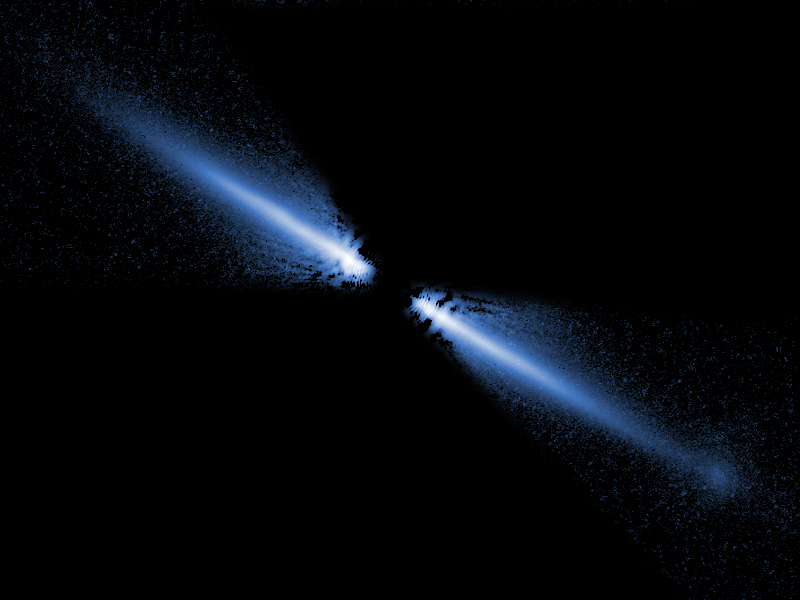
Éléről látszó protoplanetáris korong az AU Microscopii csillag körül. A csillag képe ki van takarva

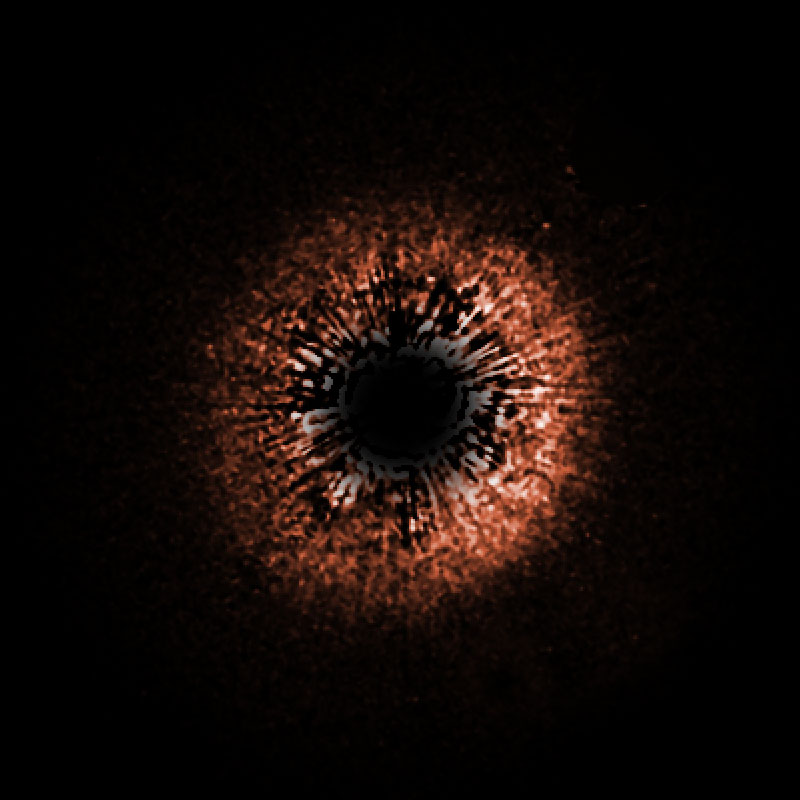
Lapjáról látszó protoplanetáris korong a HD 107146 csillag körül. A csillag képe ki van takarva

A protoplanetáris korong, vagy proplid (nem protoplanetáris köd) általában fiatal csillagok körül kialakuló akkréciós korong, melyben gázok és szilárd részecskék keringenek. Ezen részecskék idővel nagyobb anyagcsomókká, planetezimálokká, végül bolygókká állnak össze. Az akkréciós korongok anyaga általában abból a ködből származik, melyben a csillag létrejött. Összetétele időben változik, kezdetben a gázanyagból meglehetősen gyorsan összeállnak az óriásbolygók, ez a folyamat mindössze pár millió évet vesz igénybe. A gázanyag elfogytával a planetezimálok folyamatos ütközései után a csillag körül törmelékkorong (átmeneti korong) marad vissza, amelyből a kisebb, Földhöz hasonló bolygók összeállása 20-30 millió évet is igénybe vehet.
Néhány pulzár körül is találtak anyagkorongokat, ezek vagy egy korábbi bolygórendszerből képződtek, vagy annak a csillagnak a ledobott anyagából, mely szupernóva-robbanással később pulzárrá alakult. Ezen korongokból idővel, másodlagos bolygóképződés során, újabb bolygórendszer képződhet.